# Табо Бестер
Табо Бестер (нар. 13 червня 1986) — південноафриканський засуджений злочинець, який втік із виправного центру Мангаунг у Південній Африці після того, як імітував свою смерть під час пожежі у своїй тюремній камері у травні 2022 року. Він перебував у бігах майже рік, перш ніж його спіймали в Аруші, Танзанія, 8 квітня 2023 року. Він був заарештований разом зі своїм партнером і ймовірним спільником, відомим лікарем Нандіфою Магудуманою. Бестер став відомим як «гвалтівник з Facebook», оскільки використовував платформу, щоб заманювати моделей фальшивими можливостями роботи. Він визнав себе винним у двох зґвалтуваннях і одному вбивстві та був засуджений до довічного ув'язнення.

## Раннє життя
Бестер став сумно відомим своєю злочинною діяльністю та шахрайством. Протягом усієї кримінальної кар'єри він використовував кілька псевдонімів. У віці 19 років він провів два роки у в'язниці за шахрайство, перш ніж порушити умовно-дострокове звільнення, зґвалтував двох моделей і вбив свою дівчину Номфундо Тійхулу. Він визнав себе винним у зґвалтуваннях у 2011 році та у вбивстві у 2012 році. Його засудили до довічного ув'язнення.

## Ув'язнення і втеча
Бестер був ув'язнений у виправному центрі «Мангаунг», приватній в'язниці суворого режиму, що належить і управляється багатонаціональною охоронною компанією G4S. Перебуваючи у в'язниці, Бестер керував фіктивною компанією з медіа та проведення заходів під назвою 21st Century Media, яка видавала себе за дочірню компанію транснаціональної медіагрупи 21st Century Fox. Єдиним директором компанії була Пхумудзо Тенга, але вважається, що Бестер відігравав практичну роль у компанії, надсилаючи інструкції за допомогою текстових повідомлень, перебуваючи у в'язниці. У 2018 році компанія стала об'єктом резонансу в ЗМІ після того, як неправдиво рекламувала Тараджі Генсон та Геллі Беррі як запрошених спікерів на заході. Генсон і Беррі спростували ці заяви в Twitter, і подія так і не відбулася. Пізніше Тенга дистанціювалася від компанії, заявивши, що її ошукав Бестер.
3 травня 2022 року Бестера оголосили мертвим після того, як у його камері у виправному центрі «Мангаунг» у Блумфонтейні сталася пожежа, і було знайдено тіло, обгоріле до невпізнання. Того ж дня Управління виконання покарань оголосило громадськості про його смерть і заявило, що він покінчив життя самогубством. У жовтні 2022 року південноафриканське інформаційне агентство GroundUp опублікувало статтю Маресії Деймонс, яка підняла питання щодо розслідування смерті Бестера. У січні 2023 року GroundUp опублікував ще одну статтю Деймонс з посиланням на результати посмертного дослідження тіла, знайденого в камері Бестера, згідно з якими тіло було мертве до того, як спалахнула пожежа. Стаття GroundUp також оприлюднила те, що поліція почала розслідувати вбивство.
15 березня 2023 року GroundUp опублікував третю статтю Маресії Деймонс і Деніела Стейна, яка оприлюднила докази того, що Бестер імітував свою смерть під час пожежі та втік з в'язниці. У статті також згадувалося про судову справу, порушену Нандіфою Магудуманою, відомим лікарем, щоб повернути їй тіло, знайдене в камері, яке на той час вважалося тілом Бестера. У своїх судових документах Магудумана стверджувала, що є дружиною Бестера за звичаєвим правом.
17 березня 2023 року Деймонс і Стейн опублікували ще одну статтю з фотографіями Бестера і Магудумани, що ходять по магазинах у продуктовому магазині «Woolworths» у торговому центрі «Сендтон-Сіті». Через тиждень, після громадського резонансу, Департамент виправних служб визнав, що Бестер втік із в'язниці.
Приватна охоронна фірма «Fidelity» звернулася за допомогою Facebook, щоб запропонувати винагороду в розмірі 100 000 рандів за будь-яку інформацію, яка призведе до арешту та засудження Бестера. Пізніше у квітні 2023 року поліція підтвердила, що обгоріле тіло належало Катлего Беренгу Мфоло, який зник безвісти у квітні 2022 року.
Під час свідчень перед парламентом у квітні 2023 року суддя-інспектор з виправних служб Едвін Кемерон сказав, що він був джерелом інформації, яка просочилася в GroundUp.

## Життя після тюрми і повторний арешт
Після втечі з в'язниці Бестер жив в орендованому особняку в Гайд-парку, Йоганнесбург, з Нандіфою Магудуманою. Він використовував псевдонім TK Nkwana. Бестер і Магудумана керували шахрайською компанією з нерухомості Arum Properties і переконали кількох людей заплатити депозити за будівельні проекти, які так і не були завершені.
8 квітня 2023 року Бестер і Магудумана були заарештовані танзанійською владою в Аруші, Танзанія. Подружжя було депортовано та повернулося до Південної Африки через кілька днів. Станом на травень 2023 року вісьмом людям висунули звинувачення у втечі Бестера.

## Громадянство
Бестер ніколи не був офіційно оформлений як громадянин Південної Африки в Міністерстві внутрішніх справ. Міністр внутрішніх справ Аарон Моцоаледі заявив, що коли Бестера затримали в Танзанії в квітні 2023 року, у нього виявили американський паспорт під виглядом Тома Вільямса Келлі. Моцоаледі сказав, що хоча Бестер народився в лікарні Кріса Хані Барагванатха 13 червня 1986 року, він ніколи не був зареєстрований у Національному реєстрі населення. 22 травня 2023 року Моцоаледі оголосив, що Бестера було додано до Національного реєстру населення та було надано документ, що посвідчує особу.